# 小森未彩
小森 未彩（こもり みさえ、1992年10月17日 - ）は、日本の声優、女優、歌手、タレント、クリエイターである。

## 概要
16歳からモデルとして活動を開始。2011年雑誌「KATY」専属モデルとなる。 2012年9月にA応Pの初期メンバーとなる。2015年7月31日をもってA応Pを卒業する。その後、声優活動を開始。趣味はゲーム、サバゲー、バンジージャンプ、漫画
趣味のロードレーサーで御朱印集めをしている。自転車雑誌にも登場する。愛車はSCOTT。
サバゲーではアームズマガジン声優サバゲー部として紙面などで登場している。
交友関係はタレントや声優、監督、漫画家、実業家など幅広い。

## 出演

### テレビアニメ
2016年
- ナゾトキネ（紺野七魅、うどっ穂くん）

2017年
- けものフレンズ（ハシビロコウ）
- ラブ米 -WE LOVE RICE-（あきたこまち） - 2シリーズ

2018年
- キラッとプリ☆チャン（店員）

2020年
- 邪神ちゃんドロップキック（2020年 - 2023年、店員女、ペルセポネ1世） - 3シリーズ + 特別編

### Webアニメ
- Bonjour♪恋味パティスリー（2015年、女性B）

### ゲーム
- CARAVAN STORIES（2018年、カイネス[4]）

### テレビ番組
※はインターネット配信。
- TOKIOカケル（2013年-2015年、CX）
- Junji Table（2013年、EX）
- コス-1ぐらんぷり（2013年 - 、ひかりTV※）
- あにむす!（2013年 - 2015年7月、テレビ東京系列）
- J-MELO（2013年1月19日、NHK BSプレミアム）
- Japan In Motion（2013年、Nolife）
- 7あに!（2013年10月3日、テレビ東京）
- 音流〜On Ryu〜（2014年5月23日、テレビ東京）
- Do!ろーかる（2014年8月23日、テレビ北海道）
- いくぞニッポン！こども経済TV（2014年12月28日、テレビ東京系列）
- ありがとッ!（2014年3月4日、テレビ神奈川）
- エンため！〜出張エンタメ宣伝部〜春休み直前SP（2015年3月7日、テレビ東京）
- あにめ日和（2015年5月6日、テレビ東京）
- もたせろ!!ワンクール（2016年 - 2017年、ニコニコ生放送※）

### 舞台
- 母を亡くした時、僕は遺骨を食べたいと思った。（2015年、アンサンブル）
- Grand Stage（2016年、昴涼夜[5]）

## ディスコグラフィ

### キャラクターソング
| 発売日  | 商品名                                                  | 歌 | 楽曲                           | 備考                                                    |
| 2017年  | 2017年                                                  | 2017年 | 2017年                         | 2017年                                                  |
| ------- | ------------------------------------------------------- | --- | ------------------------------ | ------------------------------------------------------- |
| 5月24日 | 「ラブ米」キャラソンCD vol.1 「米の飯より思し召し」     | ひのひかり（石井マーク）、ささにしき（沢城千春）、ひとめぼれ（草摩そうすけ）、あきたこまち（小森未彩）、にこまる（玉城仁菜）                                                               | 「浪漫飛行〜ラブライスver.〜」 | テレビアニメ『ラブ米 -WE LOVE RICE-』主題歌             |
| 5月24日 | 「ラブ米」キャラソンCD vol.1 「米の飯より思し召し」     | ひのひかり（石井マーク）あきたこまち（小森未彩）、にこまる（玉城仁菜） | 「Blend My Love」              | テレビアニメ『ラブ米 -WE LOVE RICE-』挿入歌             |
| 6月14日 | 「ラブ米」キャラソンCD vol.2 「三度の飯も強し柔らかし」 | ひのひかり（石井マーク）、ささにしき（沢城千春）、ひとめぼれ（草摩そうすけ）、あきたこまち（小森未彩）、にこまる（玉城仁菜）                                                               | 「Fine Dress」                 | テレビアニメ『ラブ米 -WE LOVE RICE-』挿入歌             |
| 7月12日 | 「ラブ米」キャラソンCD vol.3 「米を百里の外に負う」     | ひのひかり（石井マーク）、ささにしき（沢城千春）、ひとめぼれ（草摩そうすけ）、あきたこまち（小森未彩）、にこまる（玉城仁菜）                                                               | 「Love at first sight」        | テレビアニメ『ラブ米 -WE LOVE RICE-』挿入歌             |
| 9月13日 | 「ラブ米」キャラソンCD vol.5 「千石万石も米五合」       | ひのひかり（石井マーク）、ささにしき（沢城千春）、ひとめぼれ（草摩そうすけ）、あきたこまち（小森未彩）、にこまる（玉城仁菜）                                                               | 「Going My Way」               | テレビアニメ『ラブ米 -WE LOVE RICE-』挿入歌             |
| 9月13日 | 「ラブ米」キャラソンCD vol.5 「千石万石も米五合」       | ひのひかり（石井マーク）、ささにしき（沢城千春）、ひとめぼれ（草摩そうすけ）、あきたこまち（小森未彩）、にこまる（玉城仁菜）、アン（榎木淳弥）、ショック（鈴木裕斗）、キャリー（大河元気） | 「浪漫飛行〜米粉パンver.〜」   | テレビアニメ『ラブ米 -WE LOVE RICE-』エンディングテーマ |
| 2018年  |                                                         | |                                |                                                         |
| 2月23日 | ラブ米二期作 DVD特典CD                                  | ひのひかり（石井マーク）、ささにしき（沢城千春）、ひとめぼれ（草摩そうすけ）、あきたこまち（小森未彩）、にこまる（玉城仁菜）                                                               | 「HIKARI」                     | テレビアニメ『ラブ米 -WE LOVE RICE-』挿入歌             |

### シリーズ一覧
1. ↑  第1期（2017年）、第2期『二期作』（2017年）
2. ↑  第2期『'』（2020年）、短編『まめアニメ（北海道編）』（2022年）、第3期『X』（2022年）、特別編『【世紀末編】』（2023年12月27日）